# San Pedro Huamelula
San Pedro Huamelula là một đô thị thuộc bang Oaxaca, México. Năm 2005, dân số của đô thị này là 8834 người.